# Maceda (Ovar)
Maceda é uma vila portuguesa sede da Freguesia de Maceda do Município de Ovar,  freguesia com 15,34 km² de área e 3380 habitantes (censo de 2021), tendo, assim, uma densidade populacional de 220,3 hab./km².
A povoação de Maceda foi elevada à categoria de vila a 13 de maio de 1999. Tem por orago São Pedro.
Tem como principais atividades económicas a transformação de madeira, serralharia civil, tanoaria e comércio. Apesar de existir alguma oferta de empregos ao nível da freguesia, nas atividades mencionadas, a maior parte da população trabalha fora dela. A freguesia fica numa posição quase central em relação às mais importantes áreas industriais da região, nomeadamente as de Ovar, Cortegaça, Esmoriz, Santa Maria da Feira, etc., bem como de importantes aglomerados populacionais aglutinadores de vários serviços, comércio, etc. (Ovar, São João da Madeira, Espinho, Santa Maria da Feira, Esmoriz, etc.).

## História
O topónimo Maceda tem origem no adjetivo latino "matiana", de Mácio, amigo de César. À época da ocupação romana era terra de inúmeras macieiras bravas, donde poderá ter resultado "matianeta" que evoluiu para a sua designação atual já que "Matiana Mala" era o nome de uma certa qualidade de maçãs assim apelidada por serem de um "certo Mácio".
Já no contexto da Reconquista cristã da península, a mais antiga referência histórica a Maceda data de 1053, embora documentos datados de 1055 e 1063 refiram Maceda sob os topónimos de "Mazaneta" e "Mazaneda".
No século XIII a presença da Ordem dos Hospitalários encontra-se documentada, assim como a da Ordem de Malta, esta última registada nos marcos de granito, datados de 1629, que delimitam a freguesia a norte e a leste. Esta Ordem teve longa influência na freguesia e graças a ela, São Pedro de Maceda terá transitado para a Diocese do Porto. A sua presença é recordada na Cruz de Malta sobre a porta da atual igreja.Para melhor conhecimento, quer da origem do nome,quer dos seus primeiros habitantes,bem como da influência da ordem do hospital criada para auxilio do peregrinos de Jerusalem. Razão pela qual o brasão de armas da freguesia ostenta a cruz oitavada daquela antiquíssima Ordem Religiosa e Militar.

## Demografia
Nota: Nos anos de 1864 e 1878 esta freguesia pertencia ao concelho da Feira. Passou para o atual concelho por decreto de 21/06/1879.
A população registada nos censos foi:
| Distribuição da População por Grupos Etários | Distribuição da População por Grupos Etários | Distribuição da População por Grupos Etários | Distribuição da População por Grupos Etários | Distribuição da População por Grupos Etários |
| -------------------------------------------- | -------------------------------------------- | -------------------------------------------- | -------------------------------------------- | -------------------------------------------- |
| Ano                                          | 0-14 Anos                                    | 15-24 Anos                                   | 25-64 Anos                                   | > 65 Anos                                    |
| 2001                                         | 717                                          | 550                                          | 1997                                         | 423                                          |
| 2011                                         | 517                                          | 452                                          | 1984                                         | 568                                          |
| 2021                                         | 373                                          | 367                                          | 1848                                         | 792                                          |

## Património edificado

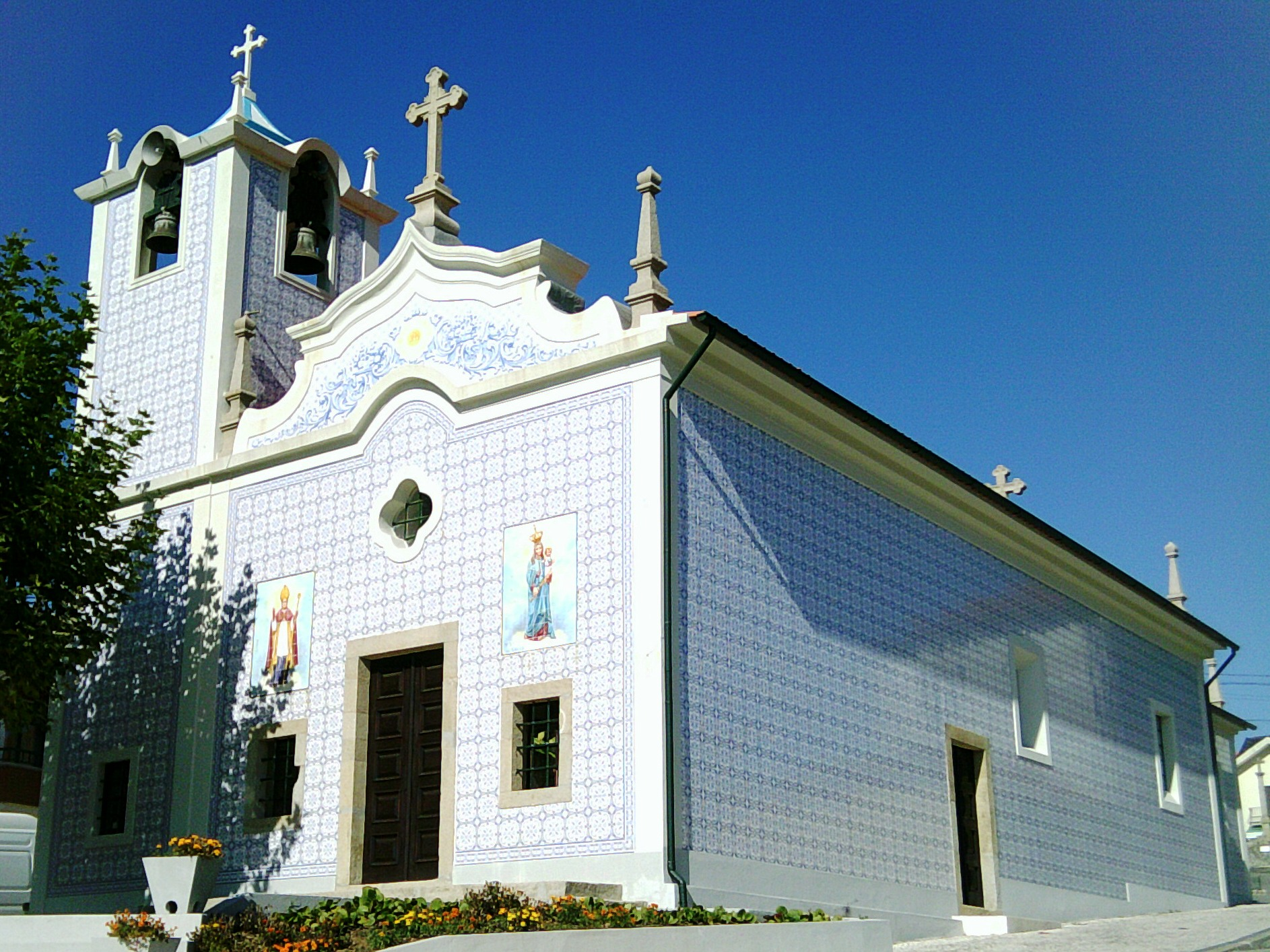
Capela de São Geraldo, Maceda.

Do património arquitetónico da freguesia destacam-se:
- Igreja de São Pedro de Maceda - é a Matriz, erguida em 1918, sobre os alicerces de outro templo, anterior. Apresenta fachada ladeada por torres sineiras encimadas por coruchéus, revestida por azulejos. Do primitivo templo, que remontava ao século XVII, foram aproveitados no altar-mor quatro colunas espiraladas. Nos lados do arco cruzeiro foram inscritos dois retábulos que datam de finais do século XVII.
- Capela de São Geraldo e cruzeiro.
- Marcos divisórios da freguesia datados de 1629.

Outros locais de interesse na freguesia são a praia de São Pedro de Maceda, os moinhos, a mata florestal, o Aeródromo de Manobras nº 1 (AM1) e a Fonte do Estanislau. O AM1 é uma base aérea sob a alçada da NATO.

## Cultura
Do calendário cultural anual da freguesia há a destacar as seguintes Festas e Romarias:  S. Geraldo (2.º domingo de Maio), S. Pedro (29 de Junho) e Nossa Senhora da Saúde (15 de Agosto),o Festival de Rancho Folclórico de Maceda e ainda a Feira de Artesanato e Gastronomia de Maceda (9,10,11 de Setembro).
Dos pratos gastronómicos típicos de Maceda conta-se a Tripa de porco cozida, bacalhau com grão-de-bico, caldeirada de enguias e de peixe, moelas de aves, regueifas da Páscoa e aletria.
O artesanato da freguesia resume-se à tanoaria, que em meados da década de 1950/60 ocupava uma grande parte da população da freguesia como principal atividade económica e motor de desenvolvimento.
Existe um mercado semanal aos domingos de manhã, durante todo o ano e um mercado na praia de S. Pedro, durante os meses de Verão.

## Acessibilidades
- Caminhos-de-ferro: a Linha do Norte (Lisboa<>Porto) com apeadeiro em Carvalheira-Maceda.
- É atravessada pela EN 109, A29 e Restabelecimento 25 que efetua a interligação da EN 109, A29, A1 (Auto-estrada Lisboa <> Porto) e N223.

## Coletividades
- Centro Cultural e Recreativo de Maceda
- Grupo de Danças e Cantares de S. Pedro de Maceda
- Sociedade Columbófila de Maceda.
- Grupo de Teatro Carpe Diem.
- Agrupamento 1000 S. Pedro de Maceda.
- Moto Clube Km27.
- Associação de Artes Circenses Circomédia.
- Comissão de Festas de Maceda.